# Phytoecia coerulescens
Phytoecia coerulescens är en skalbaggsart som först beskrevs av Giovanni Antonio Scopoli 1763.  Phytoecia coerulescens ingår i släktet Phytoecia, och familjen långhorningar. Arten har ej påträffats i Sverige.

## Bildgalleri

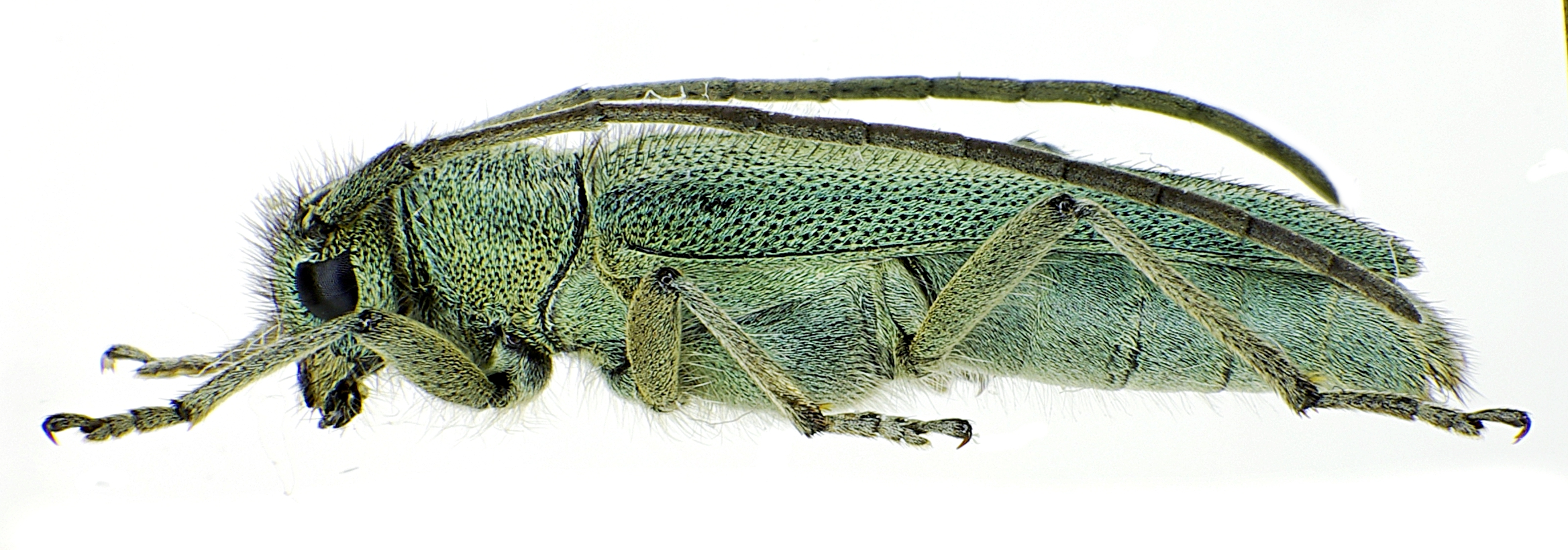
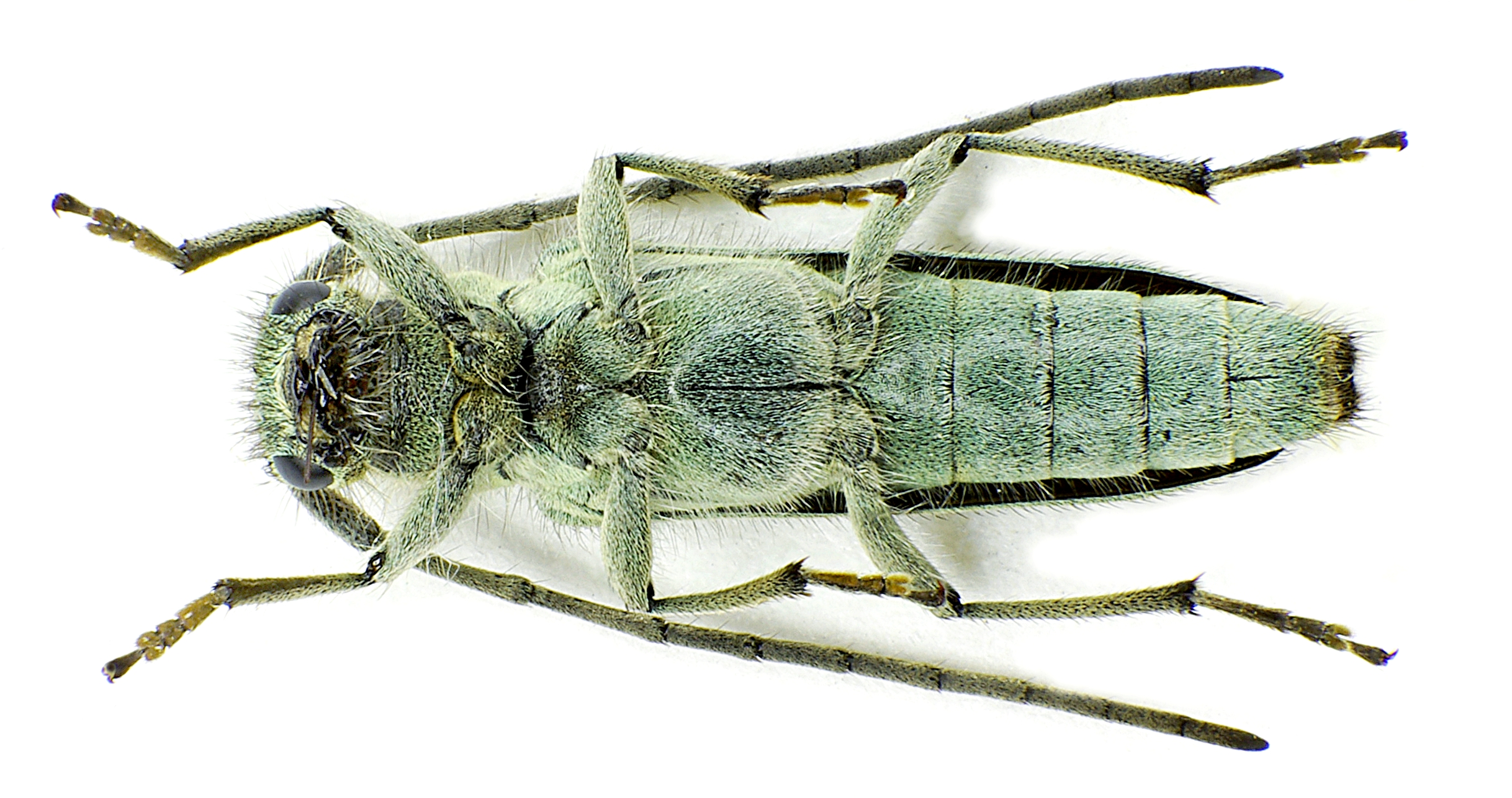
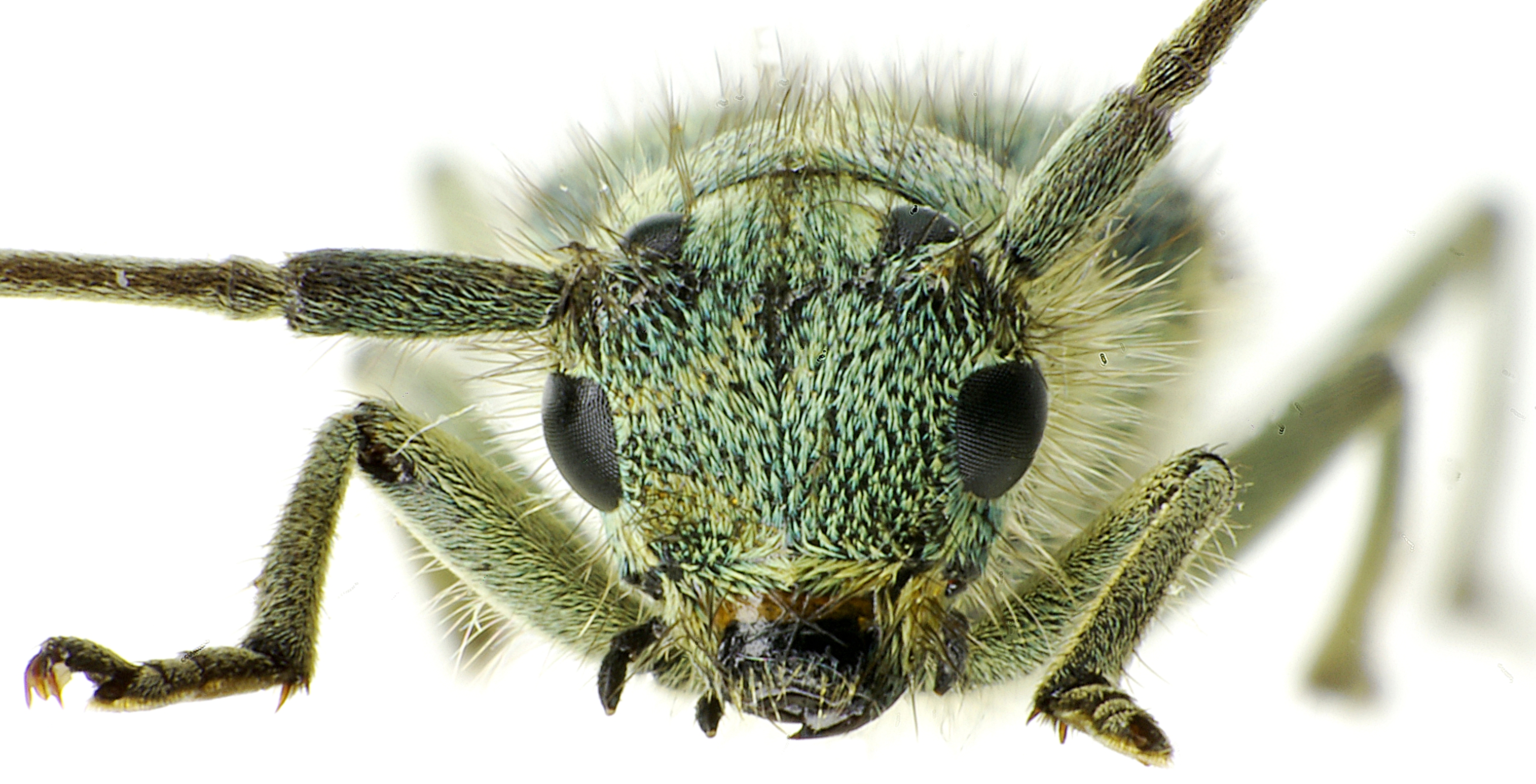
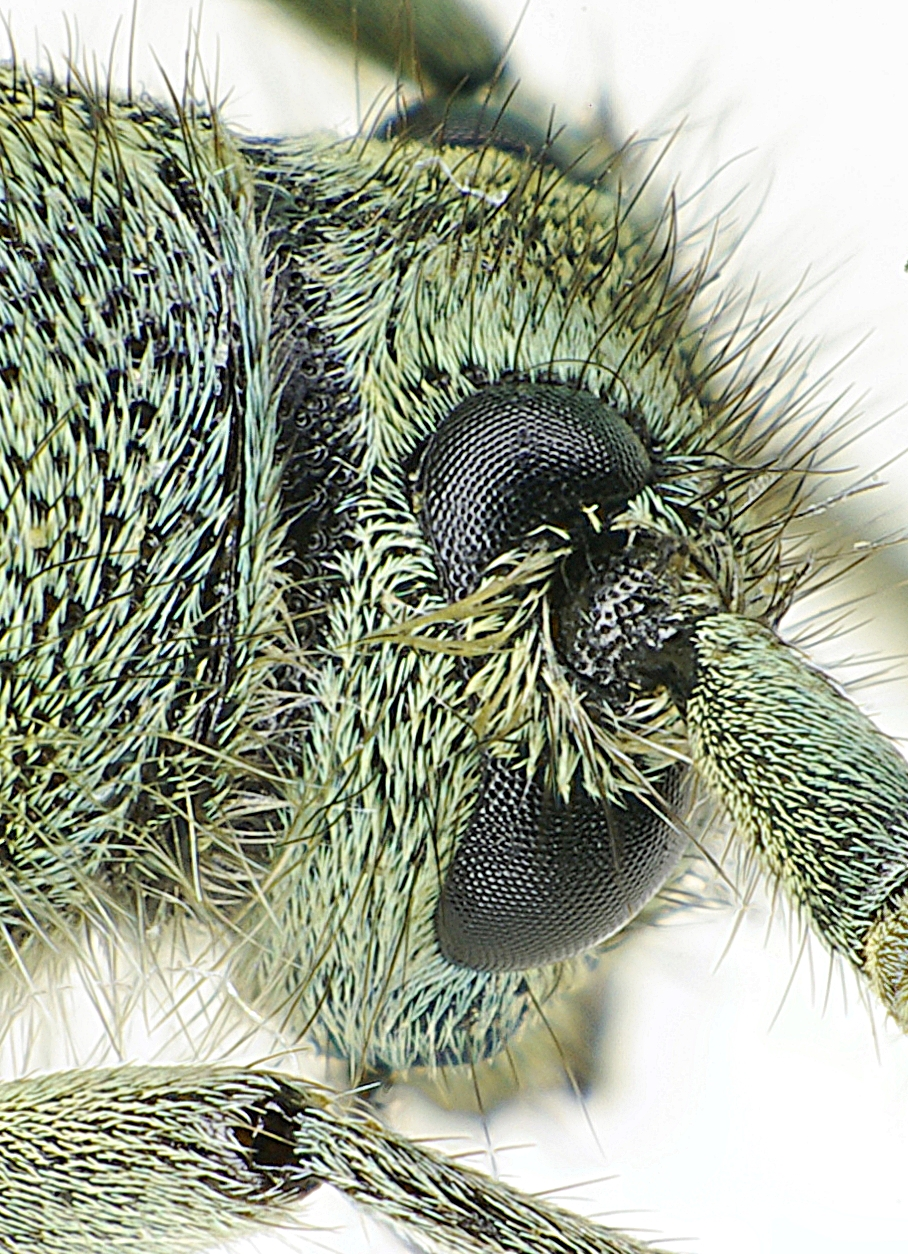
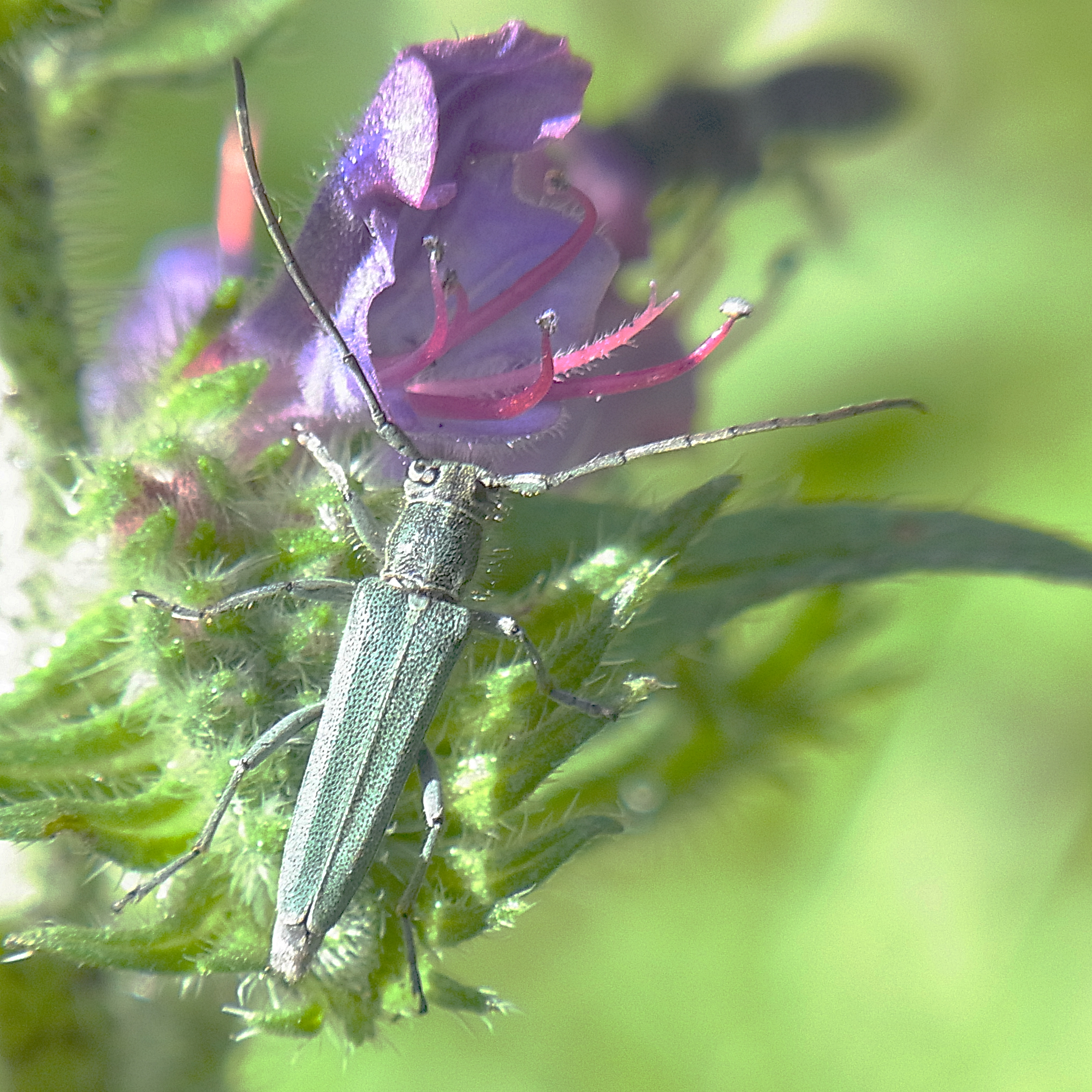
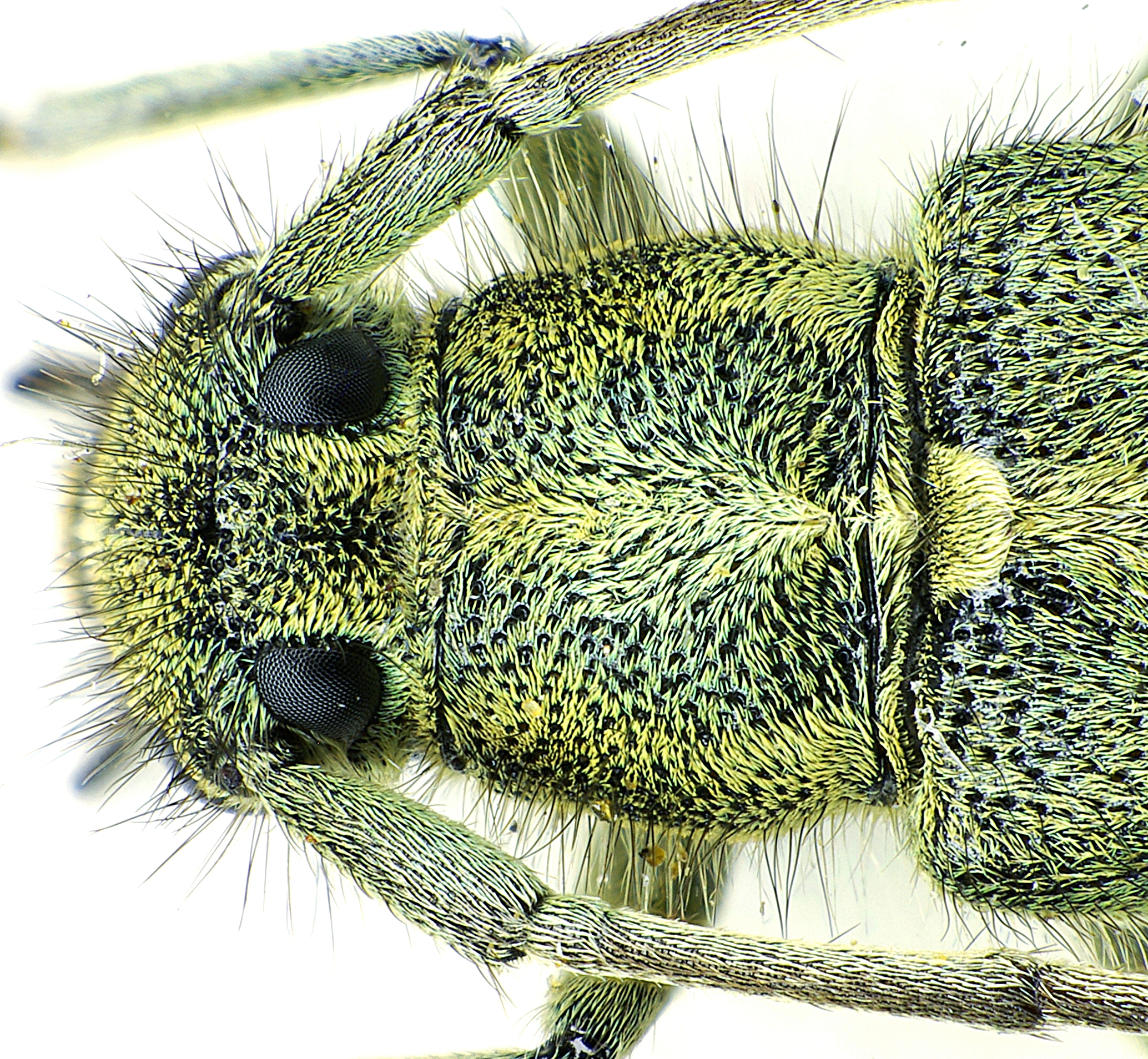